# Martin de Redin
Martin de Redin (Pampelune, 1590 – La Valette, 6 février 1660) est le 58e grand maître des Hospitaliers de l'ordre de Saint-Jean de Jérusalem.

## Sources bibliographiques
- Bertrand Galimard Flavigny, Histoire de l'ordre de Malte, Paris, Perrin, 2005  (ISBN 2-262-02115-5)